# Lamponella wyandotte
Lamponella wyandotte är en spindelart som beskrevs av Norman I. Platnick 2000. Lamponella wyandotte ingår i släktet Lamponella och familjen Lamponidae.
Artens utbredningsområde är Queensland. Inga underarter finns listade i Catalogue of Life.